# Публий Секстилий
Публий Секстилий (на латински: Publius Sextilius) е политик на Римската република по времето на Съюзническа война между Сула и Гай Марий.
Произлиза от фамилията Секстилии. Той е претор през 92 пр.н.е. и пропретор (управител) на Африка през 88 пр.н.е., когато Гай Марий намира убежище при ветераните си на остров Керкена, близо до Картаген.